# Diana King
Diana King (født 8. november 1970 i Spanish Town, Jamaica) er en jamaicansk sangerinde. 

## Diskografi
- Tougher than love (1995)
- Tougher and live (1996)
- Think like a girl (1997)
- King,diana (1997)
- Respect (2002)